# Atlantický les

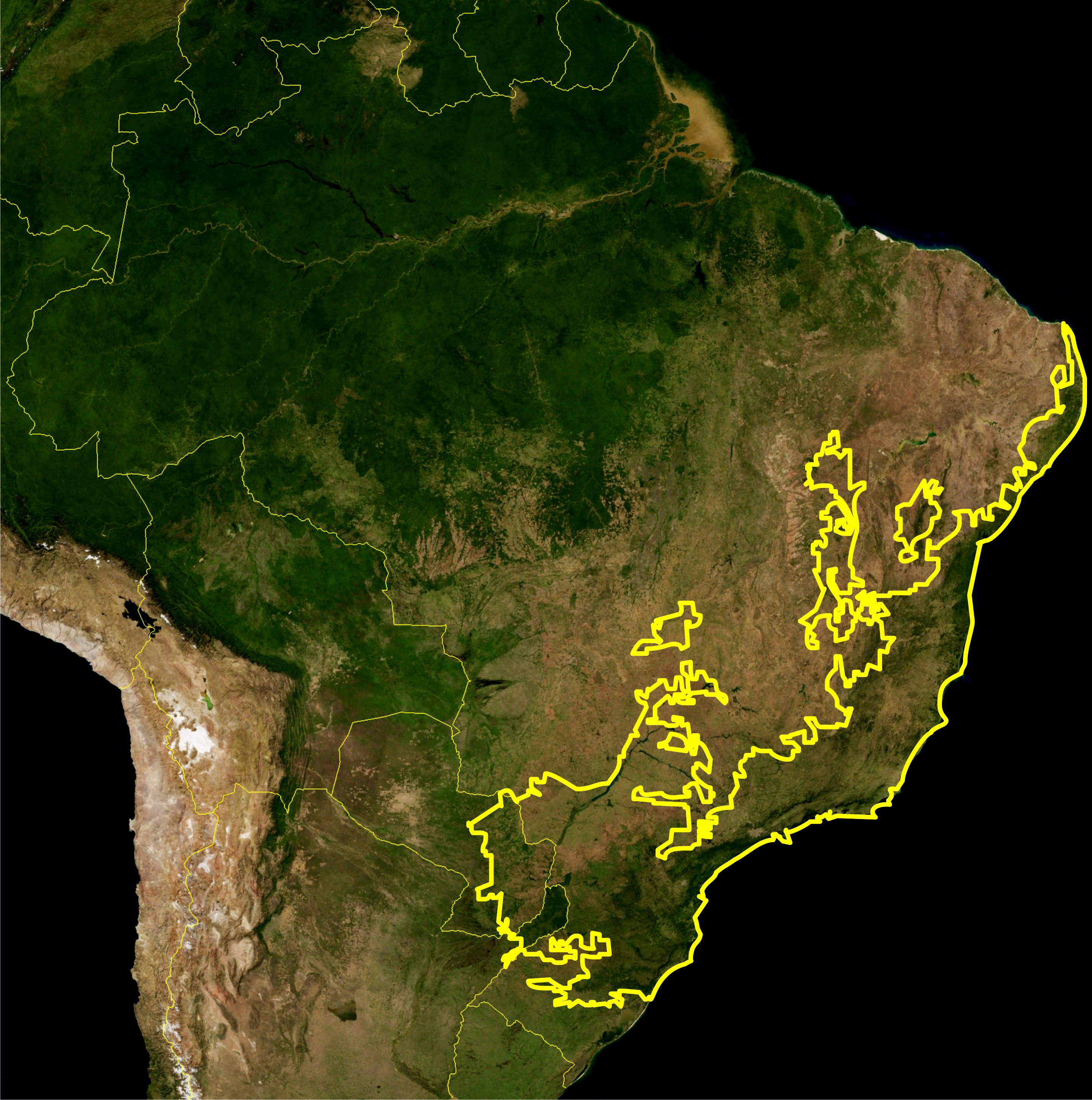
geografické vymezení Mata Atlântica

Atlantický les (portugalsky Mata Atlântica) případně Atlantický prales (jedná se o primární les) je název jednoho z jihoamerických biomů neotropické oblasti. V Brazílii se rozprostírá podél pobřeží Atlantského oceánu mezi státy Rio Grande do Norte a Rio Grande do Sul, směrem do vnitrozemí pak zasahuje do argentinské provincie Misiones a na východ Paraguaye. Geograficky se rozkládá od tropických oblastí až k rozhraní mezi subtropy a mírným podnebným pásem na jihu Brazílie, kde se již výrazněji projevují klimatické rozdíly mezi ročními obdobími. Je to druh primárního tropického lesa, který je od Amazonského pralesa oddělen biomy Caatinga a Cerrado. Z původní rozlohy pralesa se zachovala jen malá část (přibližně 10%) z důvodu nadměrného odlesňování. Jednotlivá zachovalá území jsou od sebe separovaná, přesto však stále oplývají vysokou biodiverzitou.
Několik chráněných území Atlantického lesa je součástí světového přírodního dědictví UNESCO: Rezervace Atlantického lesa na jihu a jihovýchodě Brazílie (25 lokalit) a Rezervace Atlantického lesa na Pobřeží objevů (8 lokalit). Ze zdejší fauny lze jmenovat druhy jako např. lvíček zlatý, lenochod černopásý, kosman běločelý, vřešťan hnědý, chápan pavoučí, lvíček černolící, ocelot velký, amazoňan rudoocasý, harpyje pralesní, káně brazilská, kotinga černohlavá, tinama žlutonohá, rybák královský, guan černočelý nebo pes pralesní.

## Fotogalerie

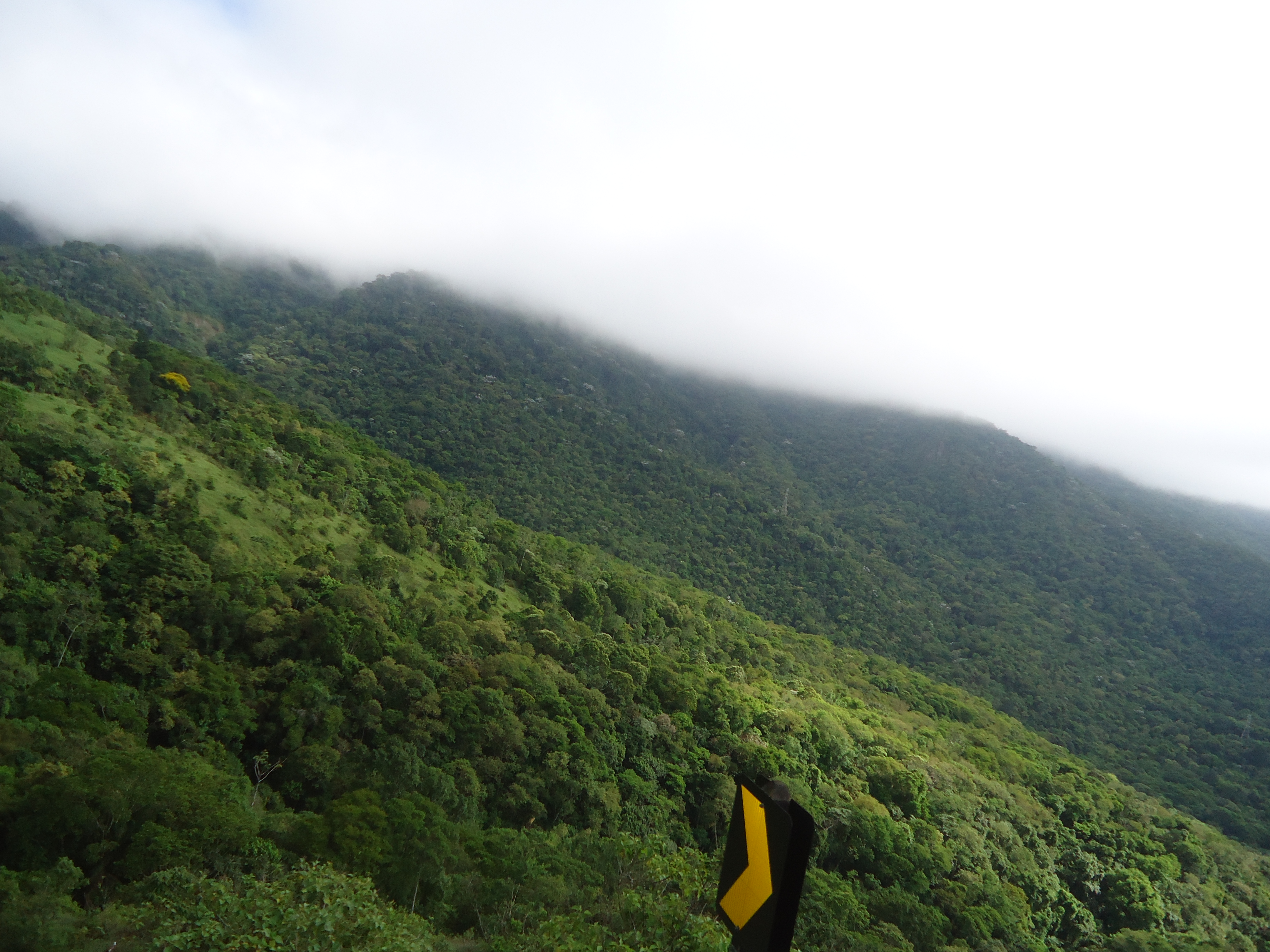
Serra de Palmácia
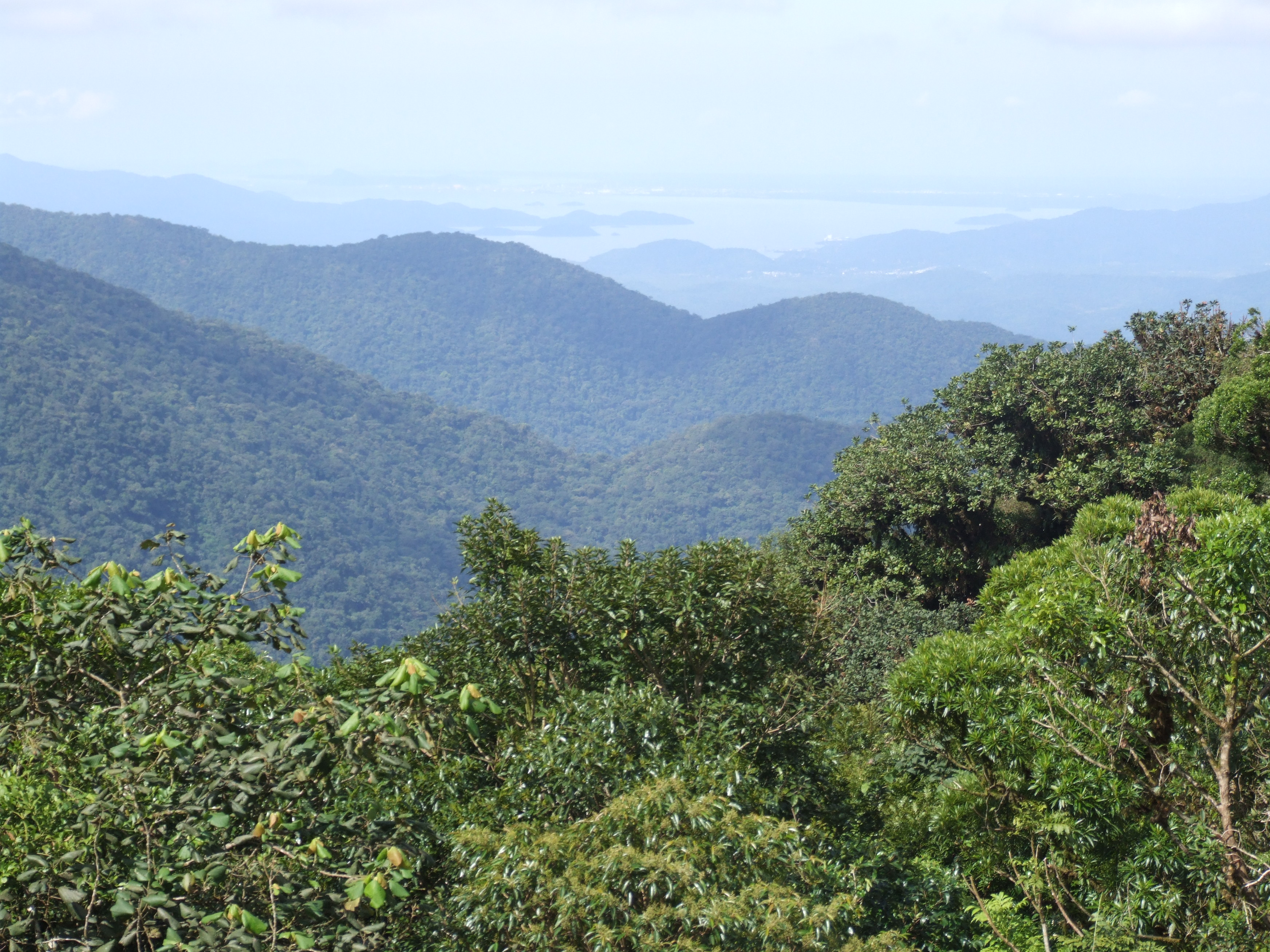
Serra do Mar
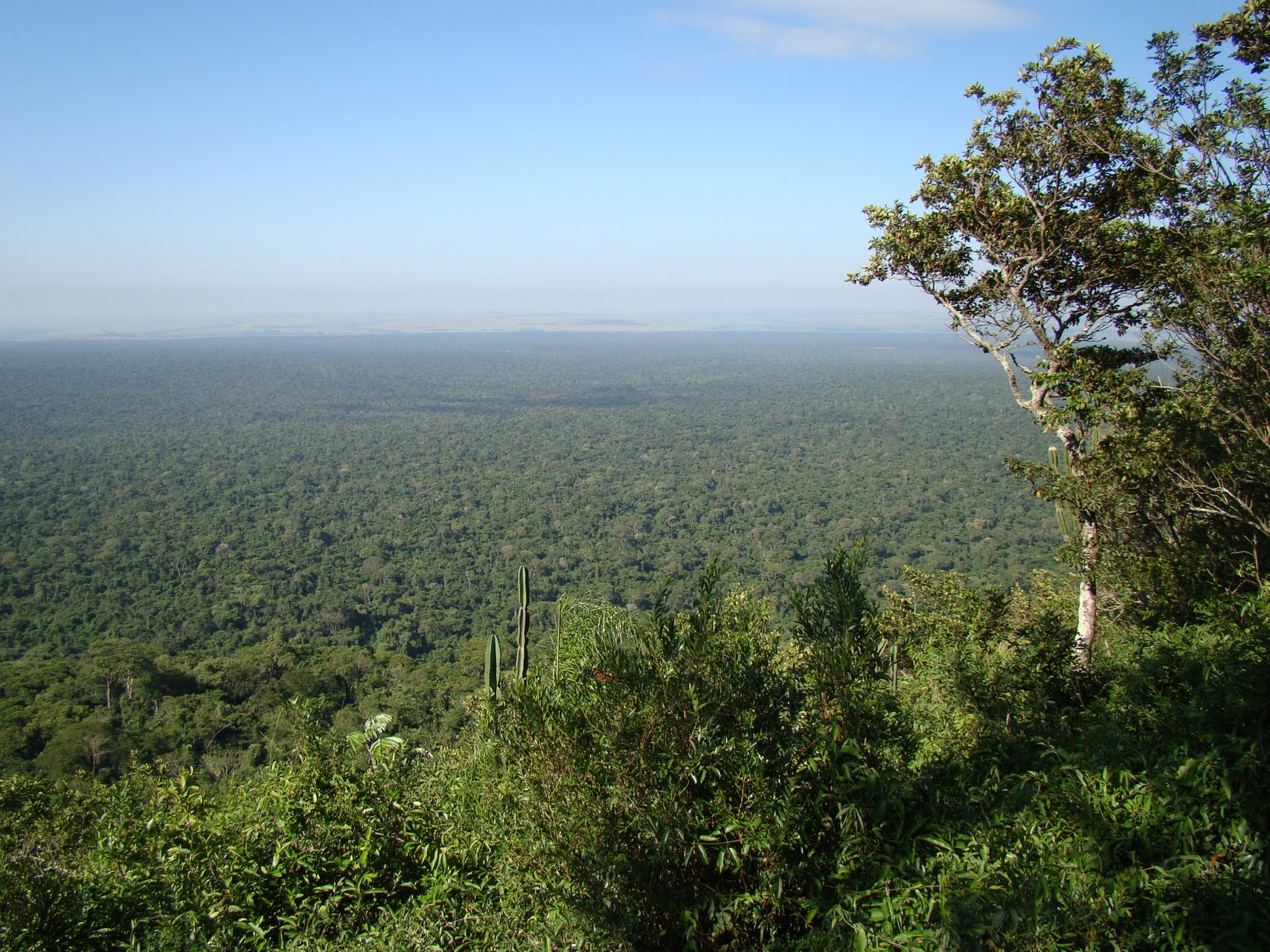
Morro do diabo
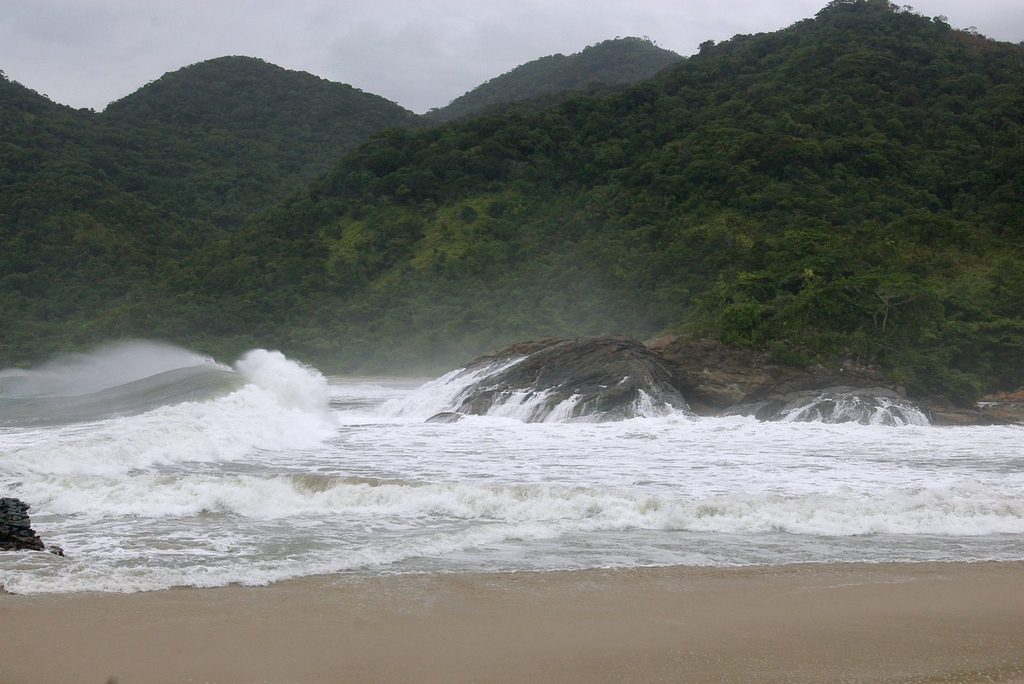
Serra da bocaina